# Servais
Servais är en kommun i departementet Aisne i regionen Hauts-de-France i norra Frankrike. Kommunen ligger  i kantonen La Fère som ligger i arrondissementet Laon. År 2022 hade Servais 290 invånare.

## Befolkningsutveckling
Antalet invånare i kommunen Servais
Referens: INSEE